# Sibianor pullus
Sibianor pullus är en spindelart som först beskrevs av Bösenberg, Strand 1906.  Sibianor pullus ingår i släktet Sibianor och familjen hoppspindlar. Inga underarter finns listade i Catalogue of Life.